# Куангнінь
Куангнінь (в'єт. Quảng Ninh) — провінція на північному сході В'єтнаму. Площа становить 6099 км², населення — 1 144 988 жителів. Адміністративний центр — місто Халонг.

## Географія і клімат

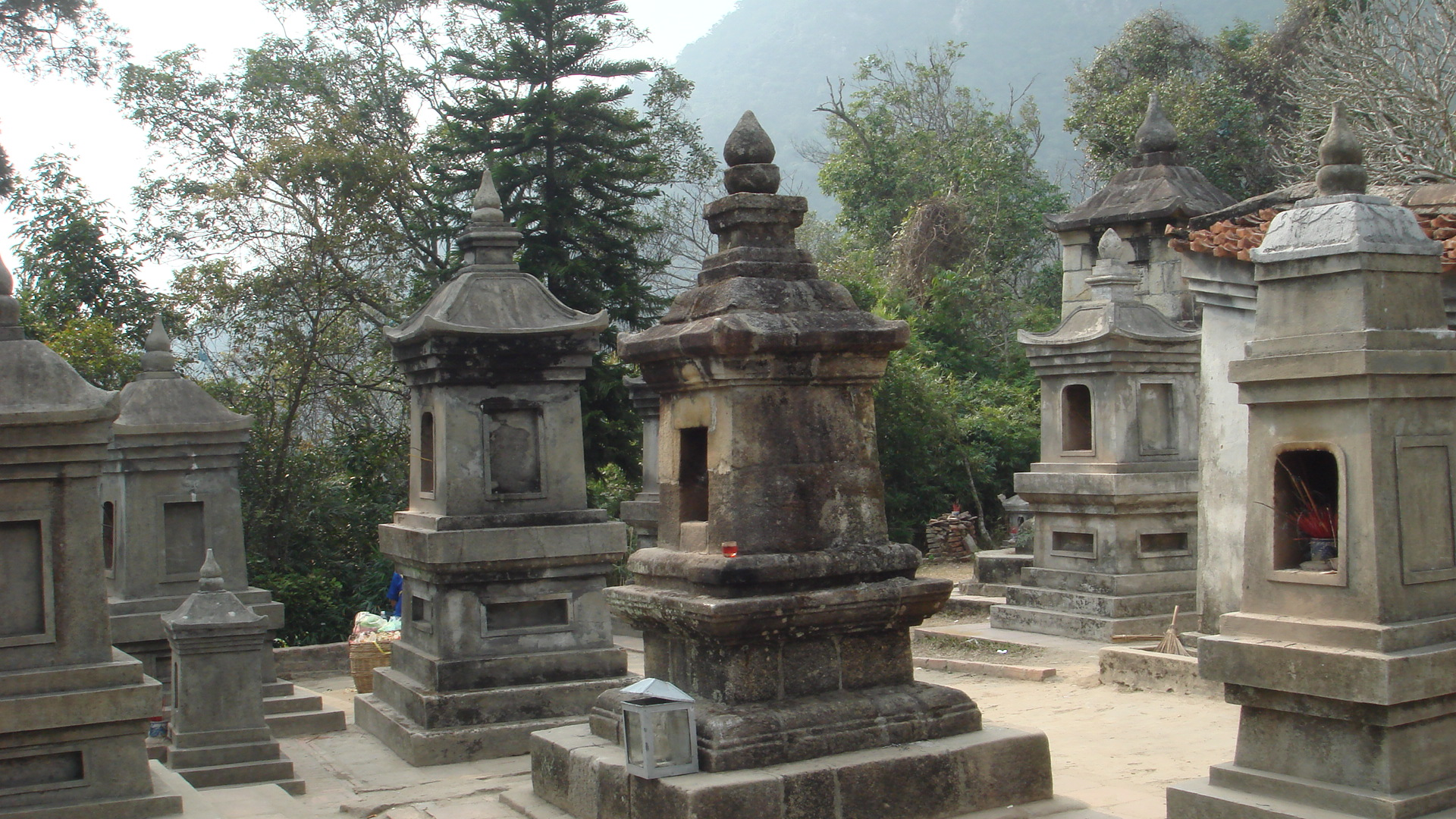
Пагоди Хоахьєн поблизу гори у заповіднику Єнти, повіт Донгчьєу

Максимальна ширина території із заходу на схід — 195 км, довжина з півночі на південь — 102 км. Довжина берегової лінії становить 250 км. Провінції належить близько 2000 острівців, розташованих уздовж узбережжя, близько 1000 з них мають назви. Загальна площа островів — близько 620 км². Близько 80 % території провінції займають гори. На півночі Куангнінь має кордон з Китаєм. Більшість річок провінції — короткі і маловодні, частина з них пересихає взимку.
У провінції видобувається до 90 % всього в'єтнамського кам'яного вугілля.
Клімат провінції типовий для північного В'єтнаму. Літо — спекотне, вологе і дощове. Зима досить холодна і посушлива. Середньорічна температура становить 22,9°С, середня вологість: 82 %. Середньорічний рівень опадів змінюється від 1700 до 2400 мм (більша їх частина випадає за липень і серпень). Клімат Куангнінь перебуває під сильним впливом від північно-східного мусону.
На території провінції знаходяться два заповідника — Єнти на заході і Китхионг у центральній частині провінції.

## Населення
За даними на 2009 рік населення провінції становило 1 144 988 осіб. Міське населення — 593 786 осіб (51,86 %) (третій за кількістю містян показник у країні). Середній приріст населення становить 1,3 %. Велика частина населення сконцентрована на прибережній рівнині на сході провінції.
Національній склад населення (за даними перепису 2009 року): в'єтнамці — 1 011 794 особи (88,37%), яо — 59 156 осіб (5,17%), тай — 35 010 осіб (3,06 %), санзіу — 17 946 осіб (1,57 %), сантяй — 13 786 осіб (1,20 %), інші — 7 296 осіб (0,64%).